# Eufemia (imperatrice)
Eufemia, nata Lupicina (465 circa – Costantinopoli, prima di aprile 527), è stata imperatrice dell'Impero romano d'Oriente quale moglie dell'imperatore Giustino I.

## Biografia
Schiava e di origine barbara il suo nome di nascita era Lupicina. Durante l'impero di Anastasio I sposò Giustino I, che all'epoca era un semplice soldato che stava incominciando una proficua carriera nell'esercito bizantino.
Quando nel 518 il marito fu scelto quale nuovo imperatore, le fu cambiato il nome in Eufemia e fu incoronata quale Augusta. Non si intromise mai nelle questioni politiche e militari, consigliando il marito solo in due occasioni: il contrasto religioso in Egitto per via della dottrina miafisita dilagante e il veto al matrimonio del nipote Giustiniano I con l'attrice e prostituta rea Teodora. Alla morte di Eufemia, avvenuta prima di quella del marito Giustino, il nipote ottenne l'autorizzazione a sposarsi.

### Fonti antiche
- Procopio di Cesarea, Storia segreta VI, 26; IX

### Fonti moderne
- (EN) John Robert Martindale, The Prosopography of the Later Roman Empire, vol. 2, Cambridge, Cambridge University Press, 1980, ISBN 0-521-20159-4.